# Digital Audio Broadcasting in Europa

Logo Digital Audio Broadcasting

Logo Digitalradio für DAB+

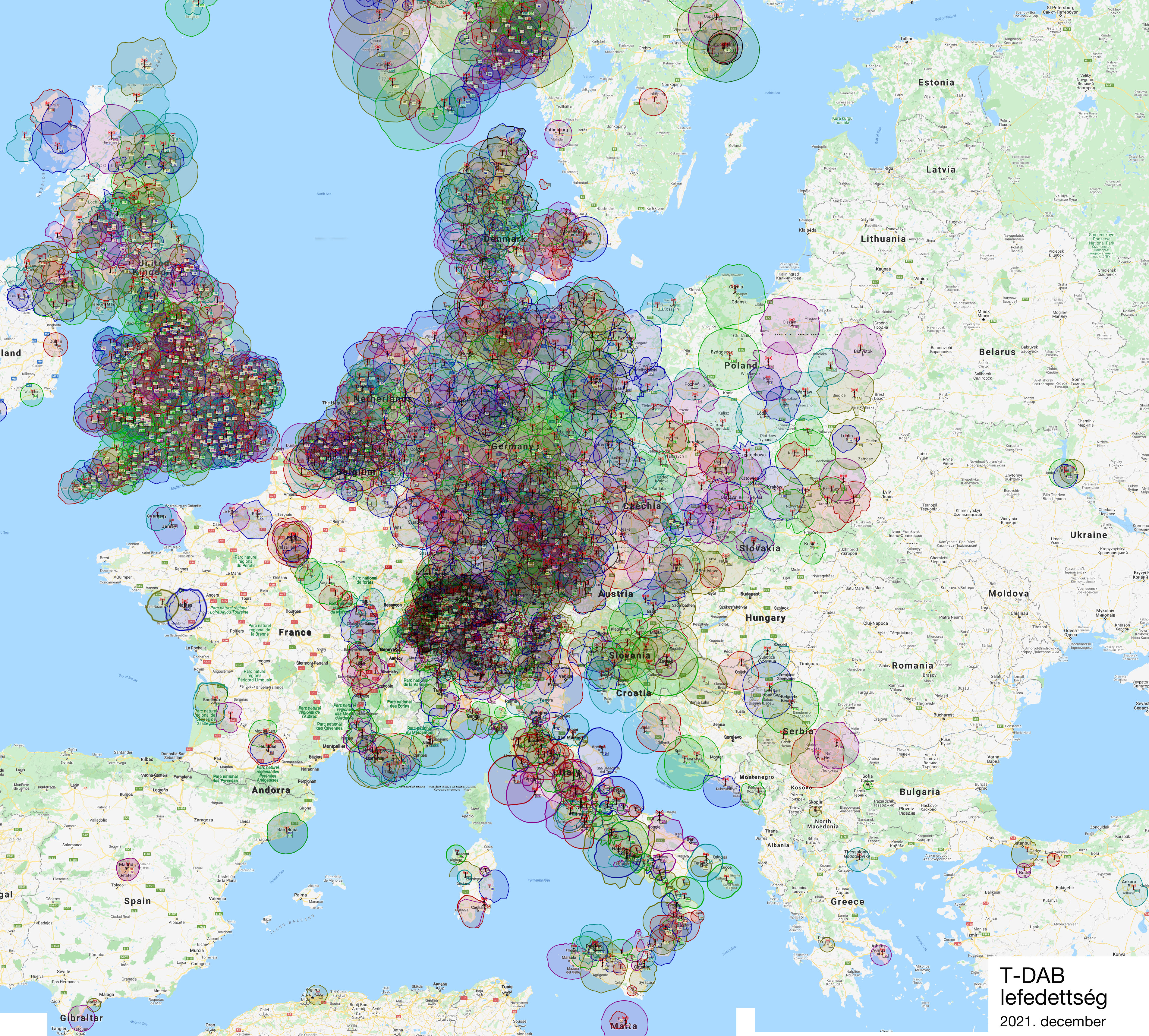
DAB-Sender und ‑Versorgungsgebiete in Europa im Dezember 2021

Länder mit regelmäßigem Dienst
Länder mit Tests und/oder Regulierung
Länder mit Interesse
Länder, die DAB wieder abgeschafft haben

Digital Audio Broadcasting (DAB) ist ein digitaler Übertragungsstandard für den terrestrischen Empfang von Digitalradio. Er ist für den Frequenzbereich von 30 MHz bis 3 GHz geeignet und schließt daher auch die Verbreitung von Hörfunkprogrammen über Kabel und Satellit ein. Entwickelt wurde DAB in den Jahren 1987–2000 im Eureka-147-Projekt der EU. Der DAB-Standard ist unter dem Code EN 300 401 online von der europäischen Standardisierungsorganisation ETSI erhältlich.

## Ausbauziele
Offiziell erklärtes Ziel der Europäischen Kommission war es, analoges Fernsehen und Hörfunk bis 2012 (siehe Analogabschaltung) abzulösen. Dieses Ziel wurde jedoch nicht erreicht.
Im Mai/Juni 2006 tagte in Genf die Internationale Wellenkonferenz RRC 06, in deren Rahmen die Frequenzen für den digitalen Rundfunk (Hörfunk und TV) im VHF-Band III und im UHF-Bereich (Band IV und V) neu geordnet wurden. Im Ergebnis wurde dem Wunsch der Bundesrepublik Deutschland vollständig entsprochen, so dass zukünftig zwei weitere nationale Bedeckungen mit rund 12–18 DAB- oder entsprechend vielen DMB-Programmen möglich sind. Insgesamt stehen somit drei Bedeckungen mit rund 18–24 Programmen im VHF-Band III und weitere drei Bedeckungen mit ebenfalls 18–24 Programmen im L-Band (1,4 GHz) zur Verfügung.
Darüber hinaus wird die ARD DVB-T aus dem VHF-Band III in den für DVB-T günstigeren UHF-Bereich verlegen. Damit stehen für DAB/DMB im VHF-Band III weitere vier nationale Bedeckungen für ca. 24–36 DAB- oder entsprechend viele DMB-Programme zur Verfügung. Insgesamt bietet sich so die Möglichkeit, im Band III über sieben Bedeckungen rund 42–63 DAB-Programme und im L-Band über drei Bedeckungen zusätzlich rund 18–24 DAB-Programme, also insgesamt über zehn Bedeckungen, rund 60–87 DAB- oder entsprechend viele DMB-Programme zu verbreiten.

## In den einzelnen Ländern

### Länder mit DAB-Betrieb
Belgien
In Flandern ist DAB+ seit Oktober 2017 im Regelbetrieb. Dort senden das öffentlich-rechtliche VRT zwölf und zwei Privatradio-Muxe 20 Programme. 2022 starteten fünf Lokalmux-Projekte mit bis zu 15 Programmen. 26 Prozent hören Radio digital, in 39 Prozent der Neuwagen ist DAB+ vorhanden. Die Regionalregierung plant, UKW zwei Jahre nach dem Zeitpunkt abzuschalten, an dem 50 Prozent des Radiokonsums digital erfolgt. 2021 beteiligten sich 86 flandrische Lokalradios an einem Call for Interest. 2019 folgte der wallonische Teil mit der Hauptstadt Brüssel und anderen Regionen. Dort senden neben einigen Privatradios das öffentlich-rechtliche RTBF sowie der deutschsprachige Belgische Rundfunk (BRF). Seit Ende 2020 sind rund 95 Prozent der Bevölkerung mit DAB+ versorgt. RTBF will UKW bis 2027 abschalten. Im Oktober 2022 wurde für Ostbelgien die Vergabe des DAB+-Kanals 8A, einem Bouquet mit deutschsprachigen Programmen, gemeldet.
Dänemark
98 Prozent der Bevölkerung können DAB+ empfangen. Es gibt je eine nationale Plattform für das öffentlich-rechtliche Danmarks Radio und Privatradios (mit aktuell 16 Programmen und dem BBC World Service) sowie 12 lokale DAB+ Plattformen. Danmarks Radio nutzt auch eine Sendeanlage des Norddeutschen Rundfunks in Flensburg, um Versorgungslücken auf dänischer Seite zu schließen und die dänische Minderheit in Schleswig-Holstein zu versorgen. In Dänemark wurde die zunächst beschlossene UKW-Abschaltung 2018 um unbestimmte Zeit verschoben.
Schweden
Neben einem Multiplex von Sveriges Radio (SR), der vorrangig in den Großstädten zu hören ist, hat die Viaplay Group (vormals NENT) ein nationales DAB+ Paket mit 14 privaten Programmen gestartet. Zu Viaplay gehören bekannte Radiomarken wie Rix FM, Star FM oder Bandit Rock. Nach dem Start des Multiplex in Göteborg und Malmö wird knapp die Hälfte der Bevölkerung mit DAB+ versorgt. Einen weiteren, überregionalen Mux hat das private Medienunternehmen Bauer 2020 gestartet. Dieser wird mit bekannten Radiomarken wie NRJ oder Mix Megapol in den Metropolen Stockholm, Göteborg, Linköping und Malmö verbreitet.
Norwegen
2017 hat Norwegen als erstes Land der Welt die DAB-Technologie als neuen Nationalstandard eingeführt und im Laufe des Jahres – bis auf kleine Lokalsender – alle UKW-Stationen abgeschaltet. Jedoch ist ein deutlicher Rückgang der Hörerzahlen festzustellen. Die in Norwegen mitregierende Fremskrittspartiet forderte 2018 die Reaktivierung des UKW-Netzes. Norwegische Lokalradios dürfen gemäß dem Koalitionsvertrag von 2021 bis 2031 weiter auf UKW senden. Ursprünglich sollte das nur bis 2022 möglich sein.
Frankreich
In Frankreich können rund 60 Prozent der Bevölkerung DAB+ empfangen. Die nationalen Ensembles wurden durch regionale Multiplexe in zahlreichen Städten ergänzt. So gibt es nicht nur in den Großräumen Paris, Marseille, Nizza, Lille, Lyon, Toulouse, Bordeaux und Straßburg ein breites Angebot über DAB+, sondern auch in vielen kleineren und mittelgroßen Städten. So startete 2022 beispielsweise ein Bouquet im elsässischen Haguenau.
Monaco
Im kleinen Fürstentum gibt es vier Multiplexe mit insgesamt 37 privaten Radioprogrammen in französischer, italienischer und englischer Sprache.
Großbritannien
In Großbritannien ist DAB aufgrund einer guten Inhouse-Versorgung – der Programmvielfalt in Verbindung mit starker Promotion des Sendernetzbetreibers Digital One, der BBC und dem DRDB – sehr erfolgreich. Bislang wurden 3,5 Millionen DAB-Empfänger verkauft. Die Handelskette Dixons hatte 2006 FM-Radios aus dem Verkauf genommen, um sich künftig ganz auf den Verkauf digitaler Empfänger zu konzentrieren. Dort zeigte sich, dass ein Zugpferd (in diesem Fall die BBC) den Erfolg von DAB beeinflussen kann. Mit Stand von 2019 gibt es jedoch keinen Abschalttermin für UKW.
Kroatien
In Kroatien testete der Betreiber OIV von 1997 bis 2011 DAB anhand des Hauptsenders Sljeme bei Zagreb. Seit 2017 laufen Tests für ein Sendegebiet von drei der vier Mio. Einwohner bzw. rund 88 Prozent outdoor bzw. 53 Prozent indoor. Unter den 13 Programmen sind drei des öffentlich-rechtlichen HRT; die 10 Privatradios stiegen nach Versuchsschluss Ende 2021 aus. Das Staatsunternehmen OIV erhielt Ende 2021 eine Zulassung für einen Multiplex bis 2036. Auf eine Ausschreibung bewarben sich national ein und regional drei Interessenten.
Luxemburg
Nach ersten Testsendungen im Jahr 2019 begann die RTL-Techniktochter Broadcast Center Europe (BCE) auf Regierungsauftrag Ende September 2020 einen weiteren Test mit bis zu 12 Programmen bis Ende 2020. Mit einem Regelbetrieb wird nicht vor 2023 gerechnet.
Niederlande
In den Niederlanden erreichen sowohl die landesweiten Privatradios als auch die öffentlich-rechtliche NPO inzwischen eine Abdeckung von je 95 Prozent. Es gibt einen öffentlich-rechtlichen und zwei private Multiplex (der zweite startete 2022 mit 14 weiteren nationalen Programmen), dazu sieben gemischte regionale Bouquets sowie eine Bedeckung des Veranstalters MTVNL mit inzwischen 12 weiteren Programmen, die in weiten Teilen der Niederlande zu hören sind. Seit Herbst 2024 kamen viele lokale Stationen hinzu. In rund 60 Regionen starteten Plattformen mit öffentlichen Lokalradios und weiteren, kommerziellen Stationen. Die meisten sind inzwischen auf Sendung.
Österreich
In Österreich wurden zwischen Januar 1999 und Ende 2008 mehrere DAB-Startinseln versuchsweise eingeführt, der Betrieb jedoch mangels Erfolg danach wieder eingestellt. Bestand hatten nur DAB-Programme des grenznahen Senders Pfänder, die die Bodenseeregion mit bayerischen und Schweizer Programmen versorgen. Im Mai 2015 wurde erneut ein Betrieb mit 15 Radioprogrammen in Wien als „MUX II“ gestartet, diesmal im Standard DAB+. Allerdings fehlen die Programme der Marktführer ORF und KroneHit. Seit Mitte 2019 werden über die Plattform „MUX I“ 16 Radioprogramme mit einer technischen Bevölkerungsreichweite von 84 % bundesweit ausgestrahlt. Als zweite österreichweite DAB+-Programmbouquet-Angebot wäre die neue, als „MUX III“ bezeichnete Plattform. Aus dem frequenztechnisch landesweit konzipierten „MUX II“ können nun regionale Versorgungsgebiete beantragt werden. Laut einer aktuellen Prognose wird DAB+ bereits bis zum Jahr 2030 in rund drei Viertel der österreichischen Haushalte verfügbar sein.
Schweiz
DAB+ war Ende 2020 mit 41 Prozent der meistgehörte Radio-Verbreitungsweg. Ausschließlich UKW nutzen nur noch 12 Prozent. Eine Infokampagne zum UKW-Ausstieg läuft seit 2017. Dieser Schritt soll Ende 2024 vollzogen werden.
Mehr als 140 Programme sind digital empfangbar, darunter zahlreiche in lokalen Small-Scale-Sendenetzen. 5,4 Mio. Geräte sind verkauft, so dass jeder Haushalt statistisch über 1,5 Digitalradios verfügt. Fast alle Neuwagen haben DAB+ an Bord.
UPC (landesweit) und Citycable (Lausanne) verbreiten 70 bzw. 90 Programme im TV-Kabel. Genutzt werden Sonderkanäle, so dass dort die Radios nur speziellen Tunern empfangen werden können.
Liechtenstein
Im kleinen Fürstentum werden drei Programmplattformen aus der Deutschschweiz verbreitet. Im regionalen Ensemble für die Ostschweiz sendet auch der private Sender Radio Vaterland aus Liechtenstein, ein Programm des Medienhauses Vaduz.
Italien
Über 85 Prozent der Bevölkerung in Italien können bereits DAB+ empfangen. Die am besten ausgebauten Netze betreiben derzeit die Privatradios EuroDAB Italia und DAB Italia. Dahinter folgt das Netz des öffentlich-rechtlichen Rundfunksenders RAI, das jedoch noch Lücken aufweist. RAI plant daher, das Sendernetz weiter auszubauen. Bereits in diesem Jahr wurden zahlreiche neue Sendeanlagen in Betrieb genommen – und auch im Jahr 2026 soll der Ausbau fortgesetzt werden. Ergänzt werden die drei nationalen Plattformen durch viele regionale und lokale Angebote.
Im Juli 2022 genehmigte die italienische Regulierungsbehörde für Kommunikation, AGCOM, den vorläufigen nationalen Plan für die Zuweisung von Frequenzen im für DAB+ (PNAF-DAB). Der derzeit umgesetzte Frequenzplan ermöglicht künftig die flächendeckende Verbreitung der drei nationalen Netze, ergänzt durch 54 regionale Plattformen – von denen 27 weiter in Unterregionen unterteilt werden können – sowie 36 lokale Plattformen, die mehrere Provinzen oder Regionen abdecken.
In Südtirol werden knapp 100 Prozent der Bevölkerung mit Programmen – auch aus Deutschland (BR), Österreich (ORF) und der Schweiz (SRG) – versorgt. Der regionale Netzbetreiber RAS schaltete einige UKW-Sender ab.
Polen
In Polen wird DAB+ seit 2013 ausgebaut. Fast 60 Prozent der Bevölkerung können DAB+ empfangen. 17 regionale Plattformen von Polskie Radio senden sowohl landesweite als auch regionale Programme, darunter auch exklusive DAB+-Angebote. Bis Ende 2014 wurden folgende Städte versorgt: Warszawa, Katowice, Szczecin, Wrocław, Łódz, Opole, Gdańsk, Kielce, Kraków, Poznań, Bydgoszcz, Koszalin, Olsztyn und Zielona Góra. Ab dem 1. April 2015 folgten Białystok, Lublin und Rzeszów, ab dem 1. Juli 2016 Giżycko, Kalisz, Płock und Siedlce.
Alle anderen Regionen sollen bis zum 1. Dezember 2020 flächendeckend versorgt werden.
Tschechien
In Tschechien waren tschechische Radioprogramme bis 2019 ausschließlich im L-Band zu empfangen. Das Ziel war, alle Sender auf das Band III umzurüsten. Die öffentlich-rechtliche Anstalt Ceský Rozhlas (CRo) versorgt seit September 2020 rund 95 Prozent der Bevölkerung mit je 10 landesweiten und regionalen Programmen.  Neben Český rozhlas betreiben Teleko, RTI, CRa sowie ColorDAB lokale Multiplexe. In Prag gibt es einen Mux mit 10 Privatsendern und in elf Regionen lokale Multiplexe mit Programmen von CRo und privaten Veranstaltern. Im November 2021 startete ein neues weiteres privates Ensemble für Prag. Für 2021 ist ein Zertifizierungsprogramm für Radios vorgesehen.
MW und LW wurden Ende 2021 abgeschaltet; CRo schichtet die Ausgaben zugunsten von DAB+ Indoor um. Die Regierung peilt die UKW-Abschaltung für 2025 schrittweise an.
Slowakei
In der Slowakei betreibt das Unternehmen Towercom eine nationale, regionalisierte Plattform mit insgesamt 11 „Kacheln“ mit öffentlich-rechtlichen und privaten Hörfunkprogrammen über DAB+.
Slowenien
Seit 2016 sendet Mux R1, der im August 2019 auf 16 Privatradios aufgefüllt wurde; darunter sind zwei DAB+-exklusiv. 73 Prozent der Haushalte und 89 Prozent der Autobahnen werden im Regelbetrieb versorgt. Ende 2019 wurden ein nationaler (R2) und ein regionaler Mux für Ljubljana (R3) ausgeschrieben.
Spanien
Erste Tests gab es schon 1998. Die Abdeckung für damals drei nationale Multiplexe wurde 2011 von 56 auf 20 Prozent reduziert. Je zwei Multiplexe senden in und um Madrid, Barcelona, Valencia, Sevilla, Murcia und Bilbao und sollen schrittweise in anderen spanischen Städten erweitert werden. Im Januar 2020 schrieb die Regionalregierung in Navarra Kapazitäten für sechs DAB-Dienste in einem künftigen regionalen DAB+-Ensemble für die Region mit der Bezeichnung FU-Nav aus. Gleichzeitig wurden 72 DAB-Lizenzen in 12 Ensembles ausgeschrieben, die jeweils eine lokale Abdeckung haben werden. Das wurde Anfang 2020 und 2019 von der Costa del Sol und den Kanaren (Teneriffa, Gran Canaria) bekannt. Pünktlich zur Feier des Weltradiotags und des 100-jährigen Jubiläums des Radios in Spanien begann Radio Nacional de España am 13. Februar 2024 gemeinsam mit Cellnex Telecom mit der Ausstrahlung digitaler Radiosendungen in DAB+. UKW soll langfristig abgelöst werden.
Portugal
Portugal gab die Einstellung von DAB im April 2011 bekannt. Im März 2025 entscheid die portugiesische Regierung bei der Einweihung der neuen Leitungsgremien der Portugiesischen Rundfunkvereinigung (APR), dass DAB+ Tests beginnen werden.
Ungarn
Ungarn schaltete einen 2011 gestarteten, auf Budapest begrenzten Testmux mit drei öffentlich-rechtlichen und vier privaten Radios im September 2020 ab. Ein neuer Test lief im Oktober 2021. Die ungarische Nationale Medien- und Kommunikationsbehörde (NMHH) teilte mit, dass sie in Zukunft über DAB+ nachdenken wird.
Am 12. und 13. Juni 2023 fand bei der ungarischen Medienregulierungsbehörde NMHH in Budapest das Abschlusstreffen einer Arbeitsgruppe von Medienregulierungs- und Frequenzplanungs-Einrichtungen aus sieben Ländern des östlichen Europas mit der feierlichen Unterzeichnung einer Vereinbarung über die Nutzung der DAB+-Frequenzen im gemeinsamen Frequenzplanungsraum statt. An der Arbeitsgruppe nahmen Ungarn, Österreich, Slowenien, Kroatien, Bosnien und Herzegowina, Serbien und Rumänien teil.

### Weitere Länder
Aserbaidschan
Die Halbinsel Abseron, auf der auch die Hauptstadt Baku liegt, wird seit 2019 mit einem Multiplex versorgt. 12 Privatradios sind hier über DAB+ zu hören. Bis 2026 soll der Versorgungsgrad auf 70 Prozent der wichtigsten Städte und Autobahnen anwachsen.
Finnland
Finnland wandte sich 1998 von DAB ab. Ein nationaler und ein regionaler Multiplex lief bis 31. August 2005 in mehreren Städten. Die nicht-kommerzielle Organisation Radio Hami betreibt jedoch einen Test-Multiplex mit drei Programmen in der Universitätsstadt Joensuu.
Gibraltar
In dem britischen Überseegebiet betreibt das öffentlich-rechtliche Radio Gibraltar einen Multiplex mit drei Programmen.
Irland
Irland ist zurück auf der DAB+ Bühne. Im Rahmen des Projekts „FáilteDAB“ werden aktuell 27 private Radioprogramme in drei Regionen übertragen. Zu hören sind die Programme unter anderem in der Provinz Leinster inklusive der Hauptstadt Dublin.
Kanalinseln (Guernsey/Jersey)
Die Kanalinseln sind ein politisches Kuriosum: Als letzter Teil des einstigen Herzogtums Normandie gehören sie weder zum Vereinigten Königreich noch zu einer britischen Kronkolonie. Stattdessen unterstehen sie direkt der britischen Krone – in deren historischer Rolle als Herzog bzw. Herzogin der Normandie.
Seit Ende 2021 ist dort auch digitaler Rundfunk über DAB+ verfügbar. 22 Sender, darunter BBC, Nation Radio, Global (z.?B. Heart, Capital) und Wireless (u.?a. Virgin Radio), sind nun über Antenne empfangbar. Rund 130.000 Menschen können das Angebot nutzen.
Malta
Malta gilt als Vorreiter beim Aufbau eines DAB+ Sendernetzes. Die technische Reichweite von DAB+ beträgt 100 Prozent. Über die beiden nationalen, zwei regionale und eine Test-Plattform werden 55 Radioprogramme gesendet.
Serbien
In Serbien werden inzwischen fast 80 Prozent der Bevölkerung mit einem Multiplex versorgt, der sich aktuell noch im Testbetrieb befindet. Hier sind insgesamt 17 Programme des öffentlich-rechtlichen Rundfunks Radio-Televizija Srbije sowie von Privatradios zu hören.
Moldau
In Moldau ist im April 2023 eine Testplattform mit inzwischen 19 Programmen in der Großstadtregion Chi?in?u gestartet.
Ukraine
In der ukrainischen Hauptstadt Kiew sind drei öffentlich-rechtliche und vier Privatradios auf DAB+ in einem regionalen Multiplex zu hören.
Griechenland
Griechenland verfügt über DAB+ mit insgesamt sieben Programmen des öffentlich-rechtlichen Rundfunks ERA in und um die Hauptstadt Athen sowie in Teilen von Thessaloniki im Norden Griechenlands und in Teilen von Patras.
Türkei
In der Großstadtregion Istanbul ist 2025 eine Plattform mit Privatradios und einem Programm des öffentlich-rechtlichen Senders TRT gestartet. Weitere 30 türkische Großstadtregionen sollen in den kommenden Jahren Zugang zu einem ähnlich breiten DAB+-Angebot erhalten. Hierfür sollen neue Sendetürme gebaut werden.
Vatikan
Für den Großraum Rom betreibt Radio Vatikan einen Multiplex mit vier Programmen in unterschiedlichen Sprachen.